# Williams FW27
El Williams FW27 fue un monoplaza de Fórmula 1 que el equipo de Williams utilizó durante la temporada 2005.

## Historia
Si bien Williams pudo competir y llevarse un par de victorias a casa en los últimos años, el FW27 demostró no tener los mismos niveles de rendimiento que algunos de los autos de otros equipos. Los nuevos conductores, Mark Webber y Nick Heidfeld, anotaron puntos con bastante frecuencia, pero una victoria en el Gran Premio no estaba a su alcance. Lo más destacado fue el segundo y tercer lugar en Mónaco. Heidfeld también anotó un segundo lugar en el Gran Premio de Europa, donde comenzó desde la pole. Desde el Gran Premio de Italia en adelante, el alemán, que resultó lesionado, fue reemplazado por Antônio Pizzonia, que previamente había sido compañero de equipo de Webber en Jaguar en 2003. El equipo terminó la temporada en el quinto lugar en el Campeonato de Constructores, sin alcanzar su propio alto esperanzas de heredar.
Este monoplaza fue el último modelo de Williams propulsado por un motor BMW antes de que cambiara a BMW Sauber y también Michelin antes de que cambien a neumáticos Bridgestone. El modelo del año siguiente, el Williams FW28 tenía un motor proporcionado por Cosworth.

En septiembre de 2005, el futuro cuatro veces Campeón Mundial,  Sebastian Vettel, realizó su primera prueba de Fórmula 1 en un Williams FW27.

## Resultados

### Fórmula 1
(Clave) (negrita indica pole position) (cursiva indica vuelta rápida)

| Año     | Motor         | Neu. | N.º | Pilotos          | 1   | 2   | 3   | 4   | 5   | 6   | 7   | 8   | 9   | 10  | 11  | 12  | 13  | 14  | 15  | 16  | 17  | 18  | 19  | Puntos | Pos. |
| ------- | ------------- | ---- | --- | ---------------- | --- | --- | --- | --- | --- | --- | --- | --- | --- | --- | --- | --- | --- | --- | --- | --- | --- | --- | --- | ------ | ---- |
| 2005    | BMW P84/5 V10 | M    |     |                  | AUS | MYS | BHR | SMR | ESP | MON | EUR | CAN | USA | FRA | GBR | GER | HUN | TUR | ITA | BEL | BRA | JPN | CHN | 66     | 5.º  |
| 2005    | BMW P84/5 V10 | M    | 7   | Mark Webber      | 5   | Ret | 6   | 7   | 6   | 3   | Ret | 5   | DNS | 12  | 11  | NC  | 7   | Ret | 14  | 4   | NC  | 4   | 7   | 66     | 5.º  |
| 2005    | BMW P84/5 V10 | M    | 8   | Nick Heidfeld    | Ret | 3   | Ret | 6   | 10  | 2   | 2   | Ret | DNS | 14  | 12  | 11  | 6   | Ret |     |     |     |     |     | 66     | 5.º  |
| 2005    | BMW P84/5 V10 | M    | 8   | Antônio Pizzonia |     |     |     |     |     |     |     |     |     |     |     |     |     |     | 7   | 15  | Ret | Ret | 13  | 66     | 5.º  |
| Fuente: |               |      |     |                  |     |     |     |     |     |     |     |     |     |     |     |     |     |     |     |     |     |     |     |        |      |